# Krajská knihovna v Pardubicích
Krajská knihovna v Pardubicích je příspěvková organizace Pardubického kraje. Sídlí na Pernštýnském náměstí, v historických památkově chráněných budovách čp. 77, 78 a 79.
Je typem univerzální veřejné knihovny a ústřední knihovnou sítě veřejných knihoven v regionu, přičemž v Pardubicích zároveň plní funkci knihovny městské. Shromažďuje a půjčuje knihy, časopisy, noviny, mapy, hudebniny, zvukové materiály, elektronické dokumenty a další informační zdroje. Zpracovává, uchovává a poskytuje informace a zajišťuje přístup k dalším informačním zdrojům. Je střediskem knihovnických, bibliografických a informačních služeb kooperujících knihoven v kraji.

## Historie knihovny

### Od založení do roku 1939
Veřejná obecní knihovna pardubická byla slavnostně otevřena 7. července roku 1897. Svůj běžný provoz však knihovna zahájila až 29. března 1898. Nejprve se knihovna nacházela ve 2. patře radnice na Pernštýnském náměstí, později, roku 1916 se přestěhovala do domu čp. 105 v ulici Na hrádku.
V prvním desetiletí 20. století se knihovně dařilo postupně zvyšovat úroveň svých služeb, válečné přípravy však znamenaly stagnaci knihovny. Ta byla roku 1917 vlivem politické situace dokonce donucena svou činnost pozastavit.
Vznik Československa měl na knihovny příznivý dopad, 22. července roku 1919 byl vydán první knihovnický zákon v českých zemích. Ten ukládal obcím za povinnost zřizovat veřejné obecní knihovny, díky čemuž vznikla velmi hustá síť knihoven.
Na konci 20. a v 30. letech se knihovna několikrát stěhovala, nejprve v roce 1929 do budovy reálky, o dva roky později do domu čp. 116 na Smetanově nábřeží a v roce 1938 do obecního domu za divadlem.

### Léta 1939–1945
V roce 1939 se stal knihovníkem Zdeněk Vavřík, který se snažil knihovnu pozvednout z nepříliš uspokojivého stavu, do něhož se dostala v předchozích letech mj. i v důsledku hospodářské krize. Zavedl volný výběr knih a zlepšil organizaci knižního fondu. Od listopadu roku 1940 začal vydávat časopis Knihovníkův zápisník s radami a tipy pro čtenáře.
Jeho práce však byla za okupace velmi nesnadná. V lednu roku 1940 proběhla v knihovně revize, která měla za cíl odstranit tzv. závadné knihy. Knihovna také musela zřídit tzv. německé oddělení, které se nacházelo v budově Oberlandratu, kam pak směřovala většina zakoupených knih. Od září roku 1941 byl zakázán vstup do knihovny Židům.
V závěru války byla činnost knihovny přerušena, obnovila se ale už v průběhu května roku 1945. Dříve zakázané knihy se vrátily zpět a vyřazena byla literatura nacistická.

### Knihovna do roku 1989
Později poté, co na přelomu let 1948/49 vznikl Pardubický kraj a KNV Pardubice, začala knihovna působit zároveň jako městská, okresní i krajská. Tou byla až do vydání nového zákona o územním členění v roce 1960. V roce 1951 bylo rozhodnuto, že se knihovna přestěhuje do domu čp. 77 na Pernštýnském náměstí, provoz v nových prostorách byl však zahájen až roku 1960. Roku 1962 byla také zahájena adaptace sousední budovy čp. 78, která byla knihovně přidělena z důvodu nedostatku skladovacích prostor.

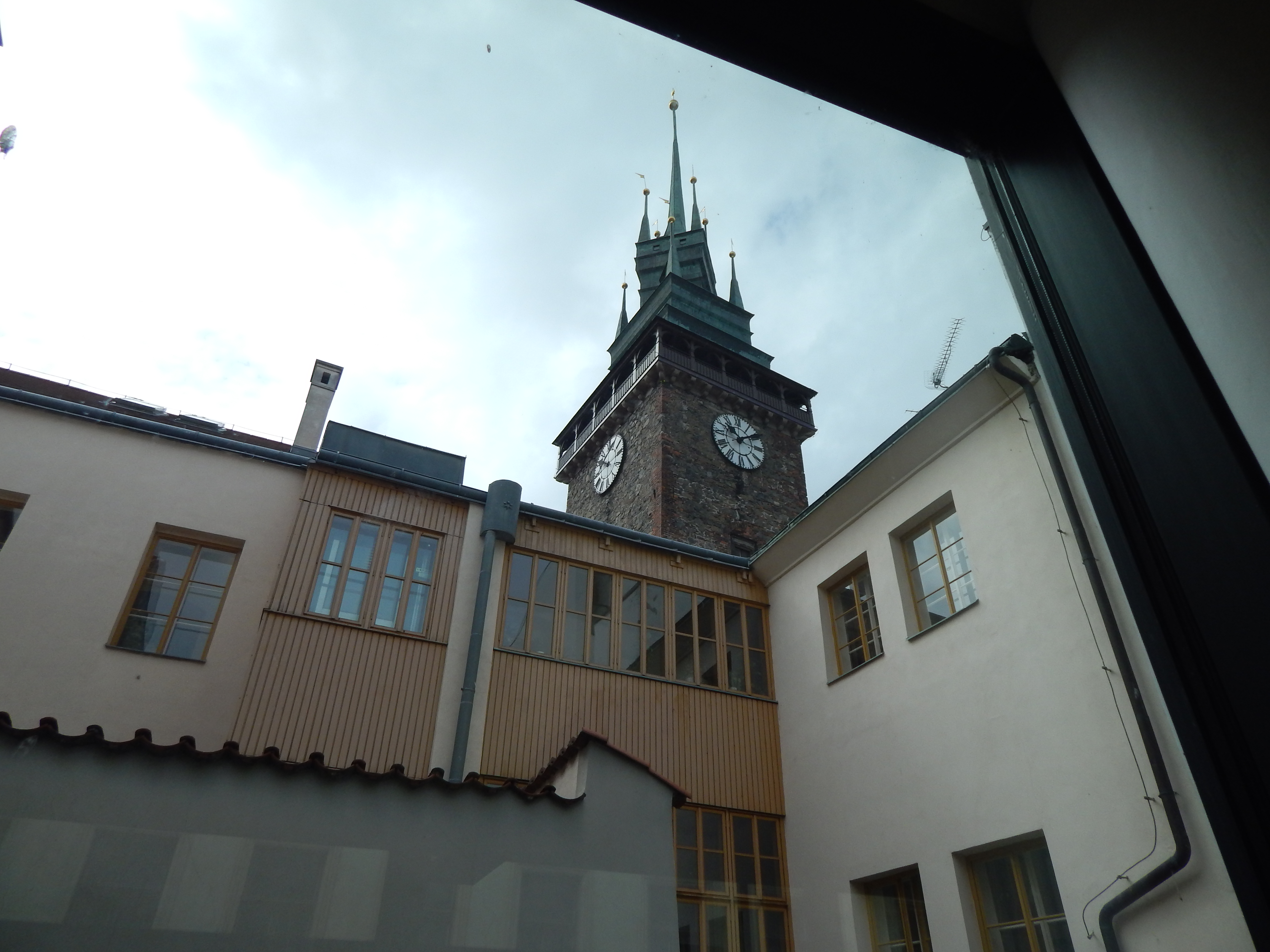
knihovna po rekonstrukci, pohled do dvora

Činnost knihovny byla určována tehdejší kulturní politikou. Prvního října 1962 například zahájilo svou činnost oddělení politické literatury.
Fond knihovny ovlivnila také normalizace, kdy na základě „Dokumentu o kultuře v Pardubickém okrese“ z 11. prosince 1969, vydaného na základě konsolidačního procesu, byla opět vyřazena „nevhodná literatura“.

### Knihovna po roce 1989
V roce 1990 se opět vrátila dříve nuceně vyřazená literatura. Také bylo zrušeno politické oddělení knihovny a jeho prostory byly adaptovány pro oddělení hudební, které bylo otevřeno v září roku 1991 a jeho součástí bylo i poslechové studio.
Od počátku roku 1992 se součástí knihovny stalo Kulturní středisko Pardubice zajišťující širokou škálu kulturních a vzdělávacích akcí pro dospělé a také literárních a výtvarných soutěží pro děti a mládež.
Knihovna také začala využívat výpočetní techniku, která umožnila postupnou automatizaci knihovnických, bibliografických a ekonomických agend. S automatizovaným knihovnickým programem ISIS – MAKS byla jednou z prvních knihoven v republice, které přešly na nové čtenářské průkazy opatřené čárovým kódem. V roce 1997 byl v knihovně zpřístupněn internet.

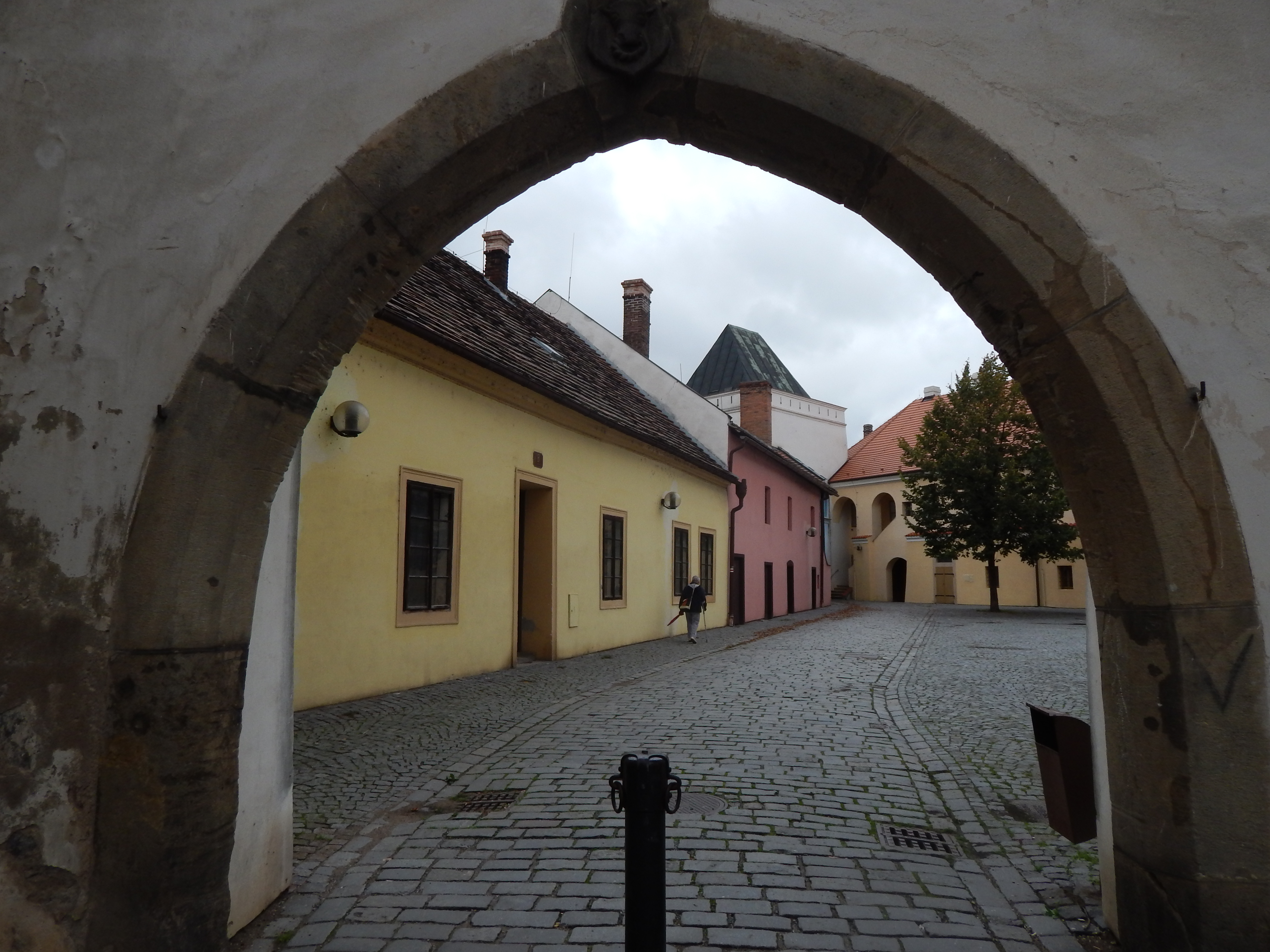
Příhrádek

V letech 1998–2000 prošla knihovna zatím nejrozsáhlejší rekonstrukcí. V jejím průběhu byl lístkový katalog zakonzervován a nahrazen digitalizovaným katalogem. Čtenáři díky rekonstrukci získali větší volný výběr knih, více internetových stanic a online katalogů a v neposlední řadě bezbariérový přístup. Pro pořádání kulturních akcí a odborných seminářů začal sloužit nový univerzální sál ve 2. patře.
Od 1. ledna roku 2002 knihovnu zřizuje Pardubický kraj. Ten pro ni v roce 2002 zakoupil dům U Zlatého beránka čp. 79. V letech 2004–2005 probíhala rekonstrukce budovy a dovýstavba dvorního traktu. Díky ní mohla knihovna realizovat rozdělení fondu na oddělení naučné literatury a oddělení beletrie, získala větší depozitář a více prostoru získalo také dětské oddělení, které bylo rozděleno na oddělení pro malé a velké čtenáře. Do zmodernizovaných prostor v přízemí budovy čp. 79 byla přestěhována čítárna, na jejímž místě vznikla regionální studovna.
V roce 2017 získal Pardubický kraj bezúplatným převodem od státu tři památkově chráněné budovy na Příhrádku a dal je k dispozici Krajské knihovně. V budovách by měla být otevřena expozice připomínající slavnou pardubickou Vokolkovu tiskárnu, prezentovat by se zde měly i další významné osobnosti Pardubického kraje.